# ميلينا رودنيتسكا
ميلينا رودنيتسكا (بالأوكرانية: Мілена Рудницька)‏ (15 يوليو عام 1892 – 29 مارس عام 1976)، هي معلمة أوكرانية وناشطة نسوية وسياسية وكاتبة، وواحدة من أكثر الأصوات نفوذًا في قيادة الحركة النسوية الغاليسية التي حصلت في فترة ما بين الحربين العالميتين، ونشرت العديد من المقالات في النشرات الدورية. جلبت ميلينا قضايا القمع المسجلة من قبل السلطات الحكومية إلى المسرح العالمي وذلك بوصفها عضوًا في سيم (البرلمان البولندي) بين عامي 1928 و1935، بما في ذلك جهود النظام البولندي لقمع ثقافة الأقلية الأوكرانية ونكران النظام السوفييتي للمجاعة الحاصلة في أوكرانيا خلال فترة المجاعة السوفييتية لسنوات (1932-1933). هربت رودنيتسكا من البلاد في ظل الاحتلال السوفييتي والنازي لأمريكا وبقيت في المنفى بقية حياتها، إذ نشرت الكتب والمقالات بينما كانت تتنقل في جميع أنحاء أوروبا والولايات المتحدة.

## نشأتها
وُلدت ميلينا رودنيتسكا في 15 يوليو عام 1892، في زبوريف في غاليسيا في الإمبراطورية النمساوية المجرية، وكانت الطفل الثالث لعائلة مثقفين والابنة الوحيدة لوالديها أولغا وإيفان رودنيتسكا. ينحدر والد رودنيتسكا من طبقة النبلاء الأوكرانيين، وقد عمل ككاتب عدل في غرب أوكرانيا بعد حصوله على شهادة الحقوق من جامعة لفيف. تعود أصول والدتها إلى عائلة غاليسية يهودية من التجار، وقد عارضت كلتا الأسرتين علاقتهما ما تسبب في تأخير زواجهما لمدة عقد تقريبًا، لأنه يُمنع على المرء الزواج قبل سن الرابعة والعشرين دون الحصول على موافقة من الوالدين. اعتنقت والدتها إيدا الديانة المسيحية وغيرت اسمها إلى أولغا عندما غادرت المنزل، وتزوجت من إيفان أخيرًا ورُزقا لاحقًا بخمسة أولاد: عالم فقه اللغة ميهايلو (رودنيتسكاي ميخائيل إيفانوفيتش) (1889-1975)، والمحامي فولوديمير (1891-1975)، وميلينا، والناشر والكاتب إيفان (كيدرين إيفان) (1896-1995)، والمؤلف الموسيقي وقائد أوبرا كييف أنتين (1902-1975).
تحدثت عائلة رودنيتسكا باللغة البولندية في المنزل، ولم تتقن والدتها اللغة الأوكرانية أبدًا بالرغم من أنها ربت أطفالها كمواطنين أوكرانيين. تأثرت رودنيتسكا بشدة نتيجةً لوفاة والدها التي كانت على مقربة منه في عام 1906، ما عجل في انتقال العائلة إلى لفيف. أخذت دروسها الابتدائية في المنزل، ولكنها التحقت بعد ذلك بثانوية لفيف الكلاسيكية، ودخلت جامعة لفيف بعدها في عام 1910 لدراسة الفلسفة، ثم تخرجت بعد ذلك بشهادة تدريس في الفلسفة والرياضيات. عاشت العائلة في فيينا خلال الحرب العالمية الأولى، حيث درست رودنيتسكا في جامعة فيينا حتى عام 1917 وحصلت على شهادة في علم البيداغوجيا، ولكنها لم تكمله بالرغم من أنها بدأت العمل على برنامج الدكتوراه حينها.

## الحياة المهنية
بدأت رودنيتسكا العمل عام 1918 كصحفية في مجلة «هدفنا» نصف الشهرية، وتزوجت في العام التالي من المحامي السياسي بافلو ليسياك (بول فوكس) الذي درس أيضًا في لفيف وعاش في النمسا. حصل الزوجان بحلول نهاية العام على طفلهما الوحيد إيفان (ليسياك-رودنيتسكي إيفان بافلوفيتش)، وسرعان ما أصبح منزلهما مكانًا لتجمع قادة المجتمع الفكري الأوكراني الذين يعيشون في فيينا. وبالعودة إلى ديارهم في غاليسيا، أدت الحرب البولندية الأوكرانية إلى انتقال ملكية الأراضي إلى الدولة البولندية واعتماد سياسات تدعم قمع الأقليات. شعرت رودنيتسكا بالرغم من دعمها للحركة الوطنية الأوكرانية أن المرأة قد كُلفت بأدوار ثانوية فقط، وبدأت بتركيز اهتمامها على تنظيم النساء وإشراكهن في رفع الوعي المدني للأمة الأوكرانية. بالعودة إلى لفيف، انفصلت رودنيتسكا عن زوجها في عام 1920، وتبنى ابنها الذي ترعرع بين أفراد أسرتها؛ وبعد ذلك اعتمد لقبها كلقب له.
أصبحت رودنيتسكا واحدة من الناشطات البارزات في الاتحاد النسائي الأوكراني، الذي ساهمت في تأسيسه عام 1920مع العديد من أعضاء القيادة الآخرين، من ضمنهم أولينا فيداك شيباروفيتش وإيرينا سيتشنسكا وأولغا تسيبانوفسكا وغيرهنّ، والمجلات المنظمة والمؤتمرات والجمعيات النسائية. بدأت في نفس الفترة تقريبًا من عام 1921 العمل في معهد المعلمين ولاحقًا في المعهد التربوي العالي في لفيف، ولكنها توقفت عن التدريس في عام 1928 وحولت تركيزها بالكامل إلى القضايا الاجتماعية والسياسية. انتُخبت رودنيتسكا في عام 1928 للعمل في البرلمان البولندي بمنصب ممثل للحزب بعد انضمامها إلى التحالف الوطني الديمقراطي الأوكراني، وعملت فيه حتى العام 1935، وانتُخبت في نفس العام رئيسةً للاتحاد النسائي وخدمت بهذه الصفة حتى عام 1939. واصلت رودنيتسكا حتى عام 1939 مساعيها الصحفية إلى جانب نشرها في العديد من المجلات النسائية، مثل مجلة المرأة والمرأة المواطنة والمرأة الأوكرانية، بالإضافة إلى تحرير صفحة المرأة في صحيفة العمل اليومية الأوكرانية.
كانت رودنيتسكا مدافعًا قويًا عن أوكرانيا في البرلمان، وقد انتقدت السلطات البولندية لقمعها الثقافة الأوكرانية، بما في ذلك مدارسها ومؤسساتها الدينية، وعملت في لجان التعليم والشؤون الخارجية وألقت العديد من الخطابات، وكانت تُعرف بالخطيبة ساحرة الجماهير. كانت رودنيتسكا في عام 1931 واحدة من ثلاثة مندوبين في أوكرانيا يقدمون القضية المقامة ضد المسؤولين البولنديين إلى عصبة الأمم، إذ وصفت القمع بأنه «حملة تلهية» لإسكات الأقلية الأوكرانية، ودُعيت أيضًا إلى التحدث عن القضية في مجلس العموم البريطاني. انتُخبت كنائب لرئيس لجنة الإنقاذ العامة خلال القحط الذي حصل في هولودومور، إذ نظمت اجتماعات ضمت السياسيين والعلماء والمربين بهدف معالجة هذه القضية ومكافحة المجاعة. اختيرت أيضًا للحصول من خلال علاقاتها الدولية مع المنظمات النسائية على المساعدات الدولية ولفت انتباه عصبة الأمم إلى الظروف الموجودة حينها.
اجتمعت 14 دولة في 29 سبتمبر عام 1933 في جنيف، إذ قدمت رودنيتسكا والأعضاء الآخرون من الوفد الأوكراني نتائجهم حول المجاعة ودرجة الحاجة إلى المساعدة الدولية، وقد قررت عصبة الأمم بعد عدة ساعات أن المجاعة كانت عبارة عن مشكلة داخلية للاتحاد السوفييتي، والذي لا يُعتبر عضوًا في العصبة، وبالتالي لن يحصل على أي مساعدة. توجه الوفد بعد ذلك نحو اللجنة الدولية للصليب الأحمر لطلب المساعدة، إذ اتصل مسؤولو اللجنة الدولية بالمسؤولين السوفييت من أجل الحصول على موافقة من الصليب الأحمر لتنظيم المساعدات الدولية لأوكرانيا، ولكن نفى أفيل ينوكيدزه رئيس الحركة الدولية للصليب الأحمر والهلال الأحمر وجود أي مجاعة في أوكرانيا. تحدثت رودنيتسكا في مؤتمر دولي آخر عُقد في فيينا في ديسمبر عام 1933 وحثت المجتمع الدولي للضغط على النظام الستاليني للاعتراف بوجود أزمة والسماح بالمساعدة. استمر الإنكار وقمع المعلومات المتعلقة بطبيعة ونطاق المجاعة الحاصلة في أوكرانيا. اتخذ كتاب رودنيتسكا بعنوان القتال من أجل كشف الحقيقة عن المجاعة الكبرى موقفًا في عام 1958 بأن المجاعة كانت نتيجةً لضغط منظم من قبل الكرملين «لتحطيم الفلاحين الأوكرانيين عبر إنشاء المزارع الجماعية لكبح جماح الشعب الأوكراني المتمرد».

## الوفاة والإرث
توفيت رودنيتسكا في 29 مارس عام 1976 في ميونخ، ودُفنت في 2 أبريل عام 1976 في القسم الأوكراني لمقبرة غابة ميونخ في لوريتوبلاتز في ميونخ.